# Енциклика
Енциклика је првобитно била циркуларно писмо упућено свим црквама одређено подручја у древном Римској цркви. У то вријеме, та ријеч се могла користити за писмо која је послао било који епископ. Ријеч долази од каснолатинске ријечи encyclios (првобитно од латинске encyclius, латинизоване грчке ријечи ἐνκύκλιος (енкиклиос), која значи „кружно”, „у круг”). Израз су користили католици, англиканци и православци.